# Coup d'État de 1964 au Brésil
Le coup d'État au Brésil en 1964, désigne l'ensemble des événements survenus au 31 mars 1964 au Brésil, qui a abouti, le 1er avril 1964, à un coup d'État militaire qui mit fin au gouvernement démocratiquement élu du président João Goulart, aussi appelé Jango.
Les militaires brésiliens favorables au coup d'État et, en général, les défenseurs du régime établi en 1964, ont tendance à le désigner comme la « révolution de 1964 », « contre-coup d'État de 1964 » ou « contre-révolution de 1964 ». Les cinq présidents militaires qui ont suivi dès lors se sont présentés comme les héritiers et les continuateurs de la « révolution » de 1964.
L'historiographie brésilienne récente défend l'idée que le coup d'État, ainsi que la dictature qui a suivi, ne doit pas être considérée comme étant exclusivement militaire, étant, en réalité, civilo-militaire. Selon plusieurs historiens[Qui ?], il y a eu un soutien au coup d’État de la part de segments importants de la société : les grands propriétaires fonciers, la bourgeoisie industrielle de Sao Paulo, une grande partie des classes moyennes urbaines (qui à l'époque représentait environ 35 % de la population totale du pays) et la section conservatrice et anti-communiste de l'Église catholique (à l'époque majoritaire au sein de l'Église) qui promut la Marche de la Famille avec Dieu pour la Liberté, laquelle eut lieu quelques jours avant le coup d'État, le 19 mars 1964[réf. nécessaire].
L'ambassadeur américain Lincoln Gordon joue un rôle majeur dans le soutien à l'opposition au gouvernement de João Goulart et pendant le coup d'État. Le 27 mars 1964, il écrit un câble secret au gouvernement américain, lui demandant de soutenir le coup d'État avec une « livraison clandestine d'armes » et des livraisons de gaz et de pétrole, éventuellement complétées par des opérations secrètes de la CIA.